# Usuki
Usuki (臼杵市, Usuki-shi) is een Japanse stad in de prefectuur Oita die werd gesticht op 1 april 1950.
De stad heeft 35.106 inwoners (2003) en een bevolkingsdichtheid van 231,22 inwoners per km². Het beslaat een gebied van 151,83 km².
In april 1600 meerde het schip de Liefde aan op het eilandje Kuroshima in de baai van Usuki. Het was het eerste schip onder Nederlandse vlag in Japan, waarmee William Adams als eerste Engelsman voet zette op Japans grondgebied.

## Historische locaties

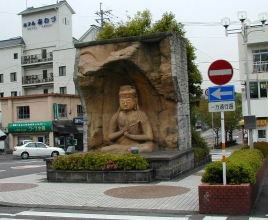
Usuki, uitzicht vanaf de ingang van het station

- Kasteel Usuki
- Stenen Boeddhabeeld van Usuki